# Another Side of Bob Dylan
Another Side of Bob Dylan' (укр. «Інша сторона Боба Ділана») — четвертий студійний альбом американського автора-виконавця пісень Боба Ділана, презентований 8 серпня 1964 року на лейблі Columbia Records.

## Про альбом
Судячи із назви, альбом знаменує відрив від фолк-музики, якої Ділан дотримувався у своїх попередніх альбомах. Цей розрив викликав гостру критику від впливових фігур в американському фолк-музичному співтоваристві. Редактор «Sing Out!» Ірвін Сілбер висловив своє обурення тим, що Ділан «таким чином втратив зв'язок із людьми» і побачив в альбомі «прагнення слави». Більшість критиків поза цими кругами все ж похвалили новаторство, яке матиме величезний вплив на багатьох рок-виконавців, зокрема й The Beatles.
Попри значні тематичні зміни, Ділан все ще виконував свої пісні наодинці під акустичну гітару, гармонію та навіть піаніно в пісні Black Crow Blues.
Альбом досягнув 43-ї позиції в США (хоча з часом набув золотого статусу) та 8-ї позиції у Великій Британії в 1965 році.

## Список композицій
Всі пісні написані Бобом Діланом
| Перша сторона | Перша сторона             | Перша сторона |
| #             | Назва                     | Тривалість    |
| ------------- | ------------------------- | ------------- |
| 1.            | «All I Really Want to Do» | 4:04          |
| 2.            | «Black Crow Blues»        | 3:14          |
| 3.            | «Spanish Harlem Incident» | 2:24          |
| 4.            | «Chimes of Freedom»       | 7:10          |
| 5.            | «I Shall Be Free No. 10»  | 4:47          |
| 6.            | «To Ramona»               | 3:52          |

| Друга сторона | Друга сторона                                         | Друга сторона |
| #             | Назва                                                 | Тривалість    |
| ------------- | ----------------------------------------------------- | ------------- |
| 1.            | «Motorpsycho Nitemare»                                | 4:33          |
| 2.            | «My Back Pages»                                       | 4:22          |
| 3.            | «Don't Believe You (She Acts Like We Never Have Met)» | 4:22          |
| 4.            | «Ballad in Plain D»                                   | 8:16          |
| 5.            | «It Ain't Me Babe»                                    | 3:33          |

## Учасники запису
- Боб Ділан – вокал, гітара, піаніно, гармоніка
- Том Вілсон – продюсер